# Marco Asensio
Marco Asensio Willemsen, španski nogometaš, * 21. januar 1996, Palma, Španija. 
Asensio je član Paris Saint-Germaina in španske reprezentance. Igra na položaju napadalnega vezista.

## Kariera

### Zgodnje življenje
Rodil se je v Palmi, Mallorci, Balearskih otokih, Nizozemski materi in španskemu očetu,Asensio se je leta 2006 pridružil RCD Mallorci iz CF Platges de Calvià. Njegova mati, Maria Willemsen, je umrla zaradi raka, ko je bil star 15 let. 
Asensio se je v mladosti boril s pomanjkljivostmi pri rasti na kolenih, ki so se šele umirili, ko je bil najstnik. 

### Klubska kariera

#### Mallorca
Potem ko ga je Real Madrid in FC Barcelona preučevala,Asensio se je v sezoni 2013-14 na Tercera División, kljub temu, 27. oktobra 2013 je svoj prvi tekmovalni nastop za prvo ekipo, ki je v zadnjih šestih minutah izgubil proti rekreativnemu de Huelvi za prvenstvo Segunda División,
Ponovno iz klopi je Asensio igral zadnjih šest minut v 0-0 domovskem žrebanju proti CD Lugu. [6] Po vtisov v svojih prvih tekmah je bil v prvi ekipi napredoval vodja José Luis Oltra.
Asensio je svoj prvi profesionalni cilj dosegel 16. marca 2014, saj je prvi dosegel zmagovalno zmago nad Tenerifejem 2-0.Bil je starter pod novim trenerjem Valerijem Karpinom,v enem mesecu proti CA Osasuni,Deportivo Alavés in UE Llagostera.

#### Real Madrid
24. novembra 2014 je Real Madrid dosegel načelni dogovor o podpisu Asensia. 5. decembra je bil dogovor uradno napovedan, igralec pa je podpisal šestletni posel za pristojbino v višini 3,9 milijona EUR in ostala pri posojilu Bermellones na koncu posojila do konca akcije. 
20. avgusta 2015, potem ko je celotna predsezona z Real Madridom, Asensio je bil posojen v RCD Espanyol v La Ligi. 19. septembra je igral svojo prvo tekmo na tekmovanju, v 86 minutah pa je dosegel 3-2 v Real Sociedadu,pa je končal uvod v Estadi Cornellà-El Prat z 12 splošnimi asistenti.
Vrnil se je na stadion Santiago Bernabéu za obdobje 2016-17, prvi tekmovalni dogodek Asensio pa je bil 9. avgusta, ko je igral 120 minut in dosegel 25-metrski napor v zmagi 3-2 proti španskim navijačem Sevilla FC za UEFA Super pokal. Naredil je svoj prvi lig start 12 dni kasneje, pobotaš drugi cilj v 3-0 uspeh v Real Sociedad.
Asensio je v svoji prvi sezoni prikazal 23-krat, trikrat, saj je klub prvič prvič po letu 2012 osvojil državno prvenstvo.Dodal je toliko golov v letošnji Ligi prvakov UEFA,vključno s finskim proti Juventusu,da bi Španci dali dvanajstemu naslovu v zadnjem natečaju.
Asensio je dosegel svoj prvi cilj v sezoni 2017-18 s finale 25 metrov v zmagi 3-1 proti FC Barcelona na Camp Nou, za Supercopa de España, Ponovil je zmago s podobno spektakularnim golom druga noga, v skupnem zmagi 5-1.
Asensio je 28. septembra 2017 podaljšal pogodbo do leta 2023.

### Mednarodna kariera
Po redni šoli za Španijo na mladinskem nivoju je Asensio svoj prvi nastop za ekipo pod 21 izenačil 26. marca 2015, pri čemer je postal pozni nadomestek za strelca Gerarda Deulofeuja v prijateljski zmagi z 2-0 proti Norveški v Kartageni. [33] Julija je bil del zmagovite pod-19 strani na evropskem prvenstvu UEFA v Grčiji, kjer je dosegel oba cilja v polfinalni zmagi nad Francijo v Kateriniju v 88. minuti in v dodatnem času. [34]
Dne 17. maja 2016 sta bila družina Asensia in Espanyol Pau López povabljena na polno stran za prijateljsko boj proti Bosni in Hercegovini. [35] Naredil je svoj prvi nastop 29. septembra, začenši s 3-1 zmago v Švici. [36]
Asensio je bil izbran za 2017 evropsko prvenstvo v mlajšem prvenstvu, ki ga je vodil Albert Celades, v svojem prvenstvu v konkurenci dosegel hat-trik, kar je pripomoglo k skupnemu usmerjanju v Makedoniji 5-0. [37]

## Osebno življenje
Asensiov oče, Gilberto, je bil tudi nogometaš. Tudi napadni vezist, je Barakaldo CF zastopal kot mladenič. [38] Njegov starejši brat Igor je igral za Platges de Calvià kot branilec. [39]
Statistika kariere
Klubska sezona Liga pokala Continental Ostalo Skupaj
Razdelek Apps Cilji Apps Cilji Apps Cilji Apps Cilji Apps Cilji
Mallorca B 2013-14 Tercera División 14 3 - 14 3
Mallorca 2013-14 Segunda División 20 1 0 0 - - 20 1
2014-15 36 6 0 0 - - 36 6
Skupaj 56 7 0 0 - - 56 7
Espanyol 2015-16 La Liga 34 4 3 0 - - 37 4
Real Madrid 2016-17 La Liga 23 3 6 3 8 [a] 3 1 [b] 1 38 10
2017-18 12 4 1 1 4 0 3 [c] 2 20 7
Skupaj 35 7 7 4 12 3 4 3 58 17
Kariera skupaj 139 21 10 4 12 3 4 3 165 31